# Guardia Nacionalista Árabe
La Guardia Nacionalista Árabe (en árabe: الحرس القومي العربي‎) es una milicia voluntaria secular que opera en Siria. El grupo tiene una ideología nacionalista árabe, y se aleja de cualquier extremismo religioso, étnico, o sectario. 
Fue creada en abril de 2013 y es ligada a la organización Juventud Nacionalista Árabe, herederos de la ideología panarabista del Egipcio Nasser creen que el pueblo árabe debe estar fusionado en una sola nación laica, socialista, antisionista y anticolonialistas. Los miembros de la Guardia Nacionalista Árabe son combatientes que provienen de diversos países árabes, entre ellos Egipto, Irak, Líbano, Palestina, Túnez, Siria y Yemen. Algunos de sus militantes ya han luchado previamente en la Guerra Civil Líbia y en la Guerra de Irak.

## Ideología
La ideología del grupo está en línea con los ideales panarabistas, antisionistas, y anticolonialistas. La Guardia Nacionalista Árabe tiene su propio manifiesto, donde se establece que sus unidades militares serán nombradas con los nombres de los políticos árabes y norteafricanos, que han liderado movimientos seculares y nacionalistas, y que han sido asesinados por los islamistas. Entre sus iconos están Nasser, Gadsafi, Saddam, Chávez y al-Assad.

## Historia
La Guardia Nacionalista Árabe fue creada en 2013 como brazo armado de la JNA y está presente en Egipto, Palestina, Líbano, Irak o Yemen entre otros, por ello sus combatientes son en su mayoría de estas naciones, sobre todo de Egipto, aunque también hay una pequeña presencia de libios y tunecinos. Algunos de sus combatientes son veteranos de las guerras de Irak y Libia, además de la resistencia Palestina. Lugares donde la ANG tuvo una pequeña presencia, sin embargo no consiguieron el apoyo de esos gobiernos como si lo han conseguido del sirio que  ha armado y entrenado a sus 1.200 miembros hasta 2014, aunque actualmente se cree que son bastantes más. Los reclutas comprenden las edades entre 18  y 35 años aunque algunos de sus combatientes son de 16 y 17 años, sin embargo los oficiales rondan los 50 años de edad y son ex oficiales del ejército egipcio e iraquí. De acuerdo a su compromiso con la liberación de la mujer también han formado una pequeña brigada de 70 mujeres ligadas a las LND (Leonas de Defensa Nacional).
En el frente de batalla se han desplegado principalmente en la provincia de Damasco donde han participado en los combates de Ghouta occidental, oriental y el Qalamoun, también lucharon en las provincias de Quneitra y Daraa.
- Datos: Q16961829